# Lamprophis
Lamprophis es un género de serpientes de la familia Lamprophiidae. Sus especies se distribuyen por el África subsahariana.

## Especies
Se reconocen las siguientes especies:
- Lamprophis abyssinicus Mocquard, 1906
- Lamprophis aurora (Linnaeus, 1758)
- Lamprophis erlangeri (Sternfeld, 1908)
- Lamprophis fiskii Boulenger, 1887
- Lamprophis fuscus Boulenger, 1893
- Lamprophis geometricus (Schlegel, 1837)
- Lamprophis guttatus (Smith, 1843)